# Serpiente bicéfala
La serpiente bicéfala o de dos cabezas es una singular escultura mexica conservada en el Museo Británico de Londres, Reino Unido. Representa a una serpiente de cola ondulada y dos cabezas en los extremos compuestas en su mayoría por piezas de color turquesa aplicadas sobre una base de madera, es uno de los nueve mosaicos de material similar en el Museo Británico; Se cree que existen unas 25 piezas de ese período en toda Europa. Tiene su origen en el imperio mexica y podría haber sido usado o exhibido en ceremonias religiosas. Es posible que esta escultura sea parte de los bienes entregados por el emperador mexica Moctezuma II al conquistador español Hernán Cortés al comienzo de la conquista en 1519. El mosaico está hecho con piezas de turquesa, concha de ostra roja (Spondylus) y caracolas.

## Descripción
La escultura es de una serpiente ondulante con cabezas a cada lado. Un solo bloque de madera de cedro (Cedrela odorata) forma la base de la escultura. La parte trasera se vació, quizá para hacerla más ligera. El cuerpo se bañó en oro y se decoraron ambas cabezas con un mosaico de piedra turquesa y ostra roja. Las piedras turquesas se rompieron en pequeñas teselas planas y se adhirieron al cuerpo de madera con resina de pino. Mediante el uso de 2000 piezas pequeñas, las piezas planas de piedra dan la impresión de una superficie curvilínea y facetada.. La turquesa se cortó y pulió con herramientas de piedra. Parte de la turquesa se importó a Mesoamérica desde aproximadamente 1.600 km al noroeste, desde la región de las Cuatro Esquinas en Oasisamérica, donde los anasazis extraían este mineral.
Las cabezas de las serpientes tienen agujeros representando los ojos. En ellos, se hallan rastros restantes de cera de abeja y resina dando a entender que en alguna época, se ocuparan con objetos que representan ojos, posiblemente esferas de pirita de hierro. El vivo contraste de los detalles rojos y blancos de la cabeza se ha realizado con concha de ostra y concha, respectivamente. Ingeniosamente, el adhesivo utilizado para unir la concha de la ostra (Spondylus princeps) fue coloreado con óxido de hierro rojo (hematita) para completar el diseño. Las partes blancas (los dientes) son conchas de caracol pala (Lobatus gigas), que es comestible.

## Procedencia
No se sabe cómo salió de México esta escultura, pero se considera posible que estuviera entre los bienes obtenidos por el conquistador Hernán Cortés, quien llegó a la costa de lo que hoy es México en 1519, y después de varias batallas entró en la capital el 8 de noviembre de 1519 y fue recibido con respeto por el gobernante azteca Moctezuma II. Algunas fuentes informan que Moctezuma identificó a Cortés con el dios Quetzalcóatl, la serpiente emplumada, y lo trató en consecuencia. Cortés recibió varios obsequios valiosos, que incluían esculturas de turquesa y quizá esta serpiente. A pesar de los obsequios , Moctezuma fue hecho prisionero por Cortés y sus tropas tomaron Tenochtitlan hacia 1521. Los mexicas fueron víctimas de la viruela y otras enfermedades europeas traídas a México por los nuevos colonizadores.
Las antigüedades de Cortés llegaron a Europa en la década de 1520 y causaron gran interés; sin embargo, se dice que otros mosaicos turquesas terminaron sus días en joyerías de Florencia donde fueron desmantelados para hacer objetos más contemporáneos. Neil Macgregor le da crédito a Henry Christy por reunir artefactos similares en el Museo Británico.
La escultura está ahora en posesión del Museo Británico y fue comprada por Christy Fund.
Esta escultura apareció en A History of the World in 100 Objects («Una historia del mundo en cien objetos»; 2010), una serie de programas de radio que comenzó en 2010 como una colaboración entre la BBC y el Museo Británico. También apareció en Historium (2015), una colección de objetos antiguos de todo el mundo.

## Importancia

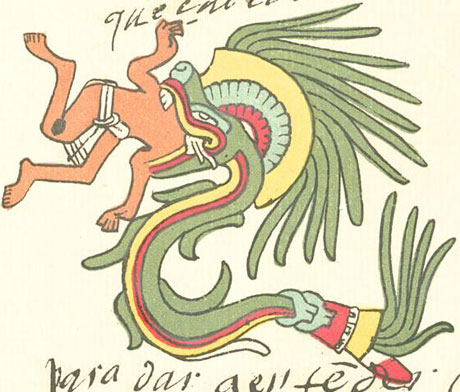
Representación de Quetzalcóatl en el códice Telleriano-Remensis.

Esta escultura es uno de los nueve mosaicos mexicanos de color turquesa del Museo Británico. Se considera que solo hay 25 mosaicos mexicanos de turquesa en Europa de este período.
Muchas teorías sugieren el significado simbólico de las imágenes de la serpiente. Se ha propuesto que la serpiente era un símbolo de renacimiento debido a su capacidad para mudar su vieja piel y aparecer como una serpiente renacida. Puede haber sido una representación de la tierra y el inframundo con cada cabeza representando uno. La serpiente figura fuertemente en los dioses que adoraba la gente. El dios serpiente emplumada Quetzalcóatl, patrón de los sacerdotes y símbolo de la muerte y resurrección era importante en la religión mixteca, pero también otros dioses también tenían características serpentinas. Tanto el color verde como las serpientes significaban fertilidad, y asegurar la fertilidad de la tierra estaba en el corazón de la mayoría de las ceremonias aztecas. La turquesa evocaba nuevos brotes, agua y las plumas del pájaro quetzal, que usaban los sacerdotes durante las ceremonias. La piel de color turquesa brillante y las mandíbulas abiertas estaban destinadas a impresionar y aterrorizar al espectador.
Sin embargo, los artesanos más conocidos por sus mosaicos turquesas no fueron los aztecas sino los mixtecas. En el apogeo del Imperio azteca, muchos pueblos mixtecos que quedaron bajo el dominio azteca teniendo que rendir tributo al emperador, incluidos regalos de oro y turquesas. Esta serpiente habría sido un valioso tributo.